# .ag
.ag (англ.  Antigua and Barbuda) — национальный домен верхнего уровня Антигуа и Барбуды.
Доступна регистрация имени домена второго или третьего уровня в доменных зонах — .ag, co.ag, .com.ag, .nom.ag, .net.ag, .org.ag, .edu.ag, .gov.ag, физическими лицами и юридическими лицами, резидентами и нерезидентами Антигуа и Барбуды. Домен может представлять Антигуа Барбуду как государство, может использоваться для представления форм собственности организаций в Германии, Австрии, Швейцарии, для представления сельскохозяйственных предприятий и организаций, для идентификации организаций, связанных с добычей, переработкой и т. п. серебра (AG лат.  Argentum — является химическим символом серебра). Доступна регистрация имен второго и третьего уровня юридическими и физическими лицами. Управляется компанией Nic AG —  Антигуа и Барбуда.
Возникновение споров по доменным именам регулируется правилами, принятыми в ICANN (Internet Corporation for Assigned Names and Numbers).
Национальный домен верхнего уровня — AG используется как национальный домен верхнего уровня в стандартах административно-территориального деления территории государства ISO 3166 — (ISO 3166-1, ISO 3166-2, ISO 3166-2:AG) в качестве кода Alpha2, образующего основу геокода административно-территориального деления Антигуа и Барбуды.

## Требования к регистрируемым доменам
Домены, регистрируемые в доменной зоне .ag, должны соответствовать требованиям, предъявляемым регистратором к доменам второго, третьего уровня.
- Максимальная длина имени, фрагмента имени, разделённых сепараторами, не учитывая домен первого, второго уровня — .ag, co.ag, .com.ag, .nom.ag, .net.ag, .org.ag, .edu.ag, .gov.ag, не более — 63 символов.
- Полная длина имени домена, не более 255 символов.
- Имя домена может состоять из букв латинского алфавита (a-z), цифр (0-9) и тире (—, -[источник не указан 2743 дня]).
- Имя домена не может начинаться с тире (—, -).
- Имя домена не может содержать последовательность двух тире подряд (- -, — -, - —, — —).
- Имя домена не может совпадать с комбинацией цифр номеров телефонов специальных служб (полиция, пожарная служба, скорая помощь и т. п.).
- Имя домена не может совпадать по формату с комбинацией цифр номеров удостоверений личности, ИНН, социального страхования и т. п. как в настоящем, так и предполагаемом будущем.
- Имя домена не может состоять из одной цифры или буквы[источник не указан 2743 дня].

## Зарезервированные имена
Зарезервированные имена доменов, списки по состоянию на 28 мая 2007 года.
- Совпадающие с комбинацией символов, обозначающих национальные домены верхнего уровня, — 245 имён.
- Являющихся тестовыми, испытательными — 4 имени.
- Могущих ввести в заблуждение — 6 имён.
- Являющихся доменами второго уровня — 5 имён.
- Являющихся субдоменами — 2 имени.
- Состоящих из одной буквы или цифры, обозначающих части света, географические названия и т. п., — 326 имён.
- Совпадающих с названиями или напоминающих названия государств — 295 имён.

## Домены 1 уровня
Таблица доменов первого уровня доменной зоны .ag, условия использования, регламентированные пользователи.
| Домен | Регламентированные пользователи |
| ----- | ------------------------------- |
| .ag   | Основной домен первого уровня   |

## Домены 2 уровня
Таблица доменов первого уровня доменной зоны .ag, условия использования, регламентированные пользователи, категории доменов.
| Домен   | Регламентированные пользователи                                                                        |
| ------- | --- |
| .co.ag  | Коммерческие организации.                                                                              |
| .com.ag | Коммерческие организации.                                                                              |
| .nom.ag | |
| .net.ag | Поставщики услуг Интернета, хостинг, создание сайтов, разработка приложений для интернета, провайдеры. |
| .org.ag | Некоммерческие организации.                                                                            |
| .edu.ag | Только для образовательных учреждений Антигуа и Барбуды.                                               |
| .gov.ag | Только государственных учреждений Антигуа и Барбуды.                                                   |

## Прочее
Стоимость регистрации имени домена (доллары США):
- Третьего уровня для резидентов Антигуа и Барбуды — 50 $ USA.
- Второго уровня для резидентов Антигуа и Барбуды — 75 $ USA.
- Третьего уровня для нерезидентов Антигуа и Барбуды — 100 $ USA.
- Второго уровня для нерезидентов Антигуа и Барбуды — 150 $ USA.
- Домены третьего уровня на основе доменов — (.org.ag, .edu.ag, .gov.ag) для резидентов Антигуа и Барбуды регистрируются бесплатно.